# Texline (Teksas)
Texline je gradić u američkoj saveznoj državi Teksas. Prema popisu stanovništva iz 2010. u njemu je živjelo 507 stanovnika.